# Нікодем Каро
Нікодем Каро (нім. Nikodem Caro; 23 травня 1871, Лодзь — 27 червня 1935, Рим) — німецький вчений-хімік і підприємець. Доктор хімії. Іноземний член-кореспондент Академії наук СРСР (1925).

## Біографічні дані
Народився у відомій єврейській сім'ї, що мешкала в Лодзі та Верхній Сілезії. Після закінчення школи у 1888, поступив на хімічний факультет Берлінського технічного університету. З 1891 — хімік технічного коледжу у Берлін-Шарлоттенбург.
У наступному році отримав докторський ступінь у Ростоцькому університеті, працював там на посаді доцента.
Розроблений ним разом з Адольфом Франком процес виробництва ціанистих сполук з карбідів було запатентовано 31 березня 1895 року. З метою економічної експлуатації та подальших досліджень технології виробництва ціанаміду з ціанаміду кальцію, Каро разом з Адольфом Франком заснував компанію «Cyanidgesellschaft mbH», що займалась виробництвом мінеральних добрив.
Розробки і продукція підприємства Каро-Франка сприяли виробництву отруйних газів, що використовувались німецькими військами під час Першої світової війни. Після війни став першим президентом баварського хімічного підприємства «Bayerische Stickstoffwerke AG».
Після приходу до влади фашистів у 1933 році Каро покинув Німеччину й емігрував через Швейцарію до Італії, де і помер у Римі в 1935 році. Похований в Цюриху.

## Наукова діяльність
Основні дослідження, проведені вченим належать до області отримання карбіду кальцію та ацетилену, виробництво яких мало велике значення для німецької хімічної промисловості.
Запропонував метод апробації карбіду кальцію (метод Каро), який у 1890-і роки став офіційним технологічним німецьким стандартом. У співпраці з професором Адольфом Франком у 1895 розробив метод фіксації азоту його реакцією з карбідом кальцію та отримання ціанаміду кальцію (реакція Франка-Каро) і запропонував конструкцію печей для виробництва ціанаміду кальцію (печі Франка — Каро). Провів експерименти по гідратації газу і газифікації торфу.
Є автором великої кількості винаходів, а також праць «Екстракція хлору і соляної кислоти» (нім. Gewinnung von Chlor und Salzsäure, 1893), «Сільськогосподарські дослідження» (нім. Landwirtschaftliche Untersuchungen, 1995), «Довідника по ацетилену» (нім. Handbuch für Acetylen, 1904), «Торф як джерело енергії» (нім. Die Torflager als Kraftquellen, 1907) та інших наукових публікацій.